# زيد الحرب
زيد عبدالله الحرب (بالإنجليزية: Zaid Abdullah Al-Harb)‏ (1887م - 21 فبراير 1972م) شاعر كويتي يعد من أهم شعراء الكويت في القرن العشرين.

## السيرة الشخصية
ولد الحرب في الكويت عام 1887 في منطقة الشرق، ونشأ في بيت جده، وعمل مع أعمامه بحّاراً ثم نوخذة. عمل الحرب في التجارة وسافر إلى الهند واليمن والساحل الشرقي لإفريقيا. شارك في معركة الجهراء عام 1920 دفاعاً عن الكويت. وفقد بصره في عام 1952.

## أعماله
ناقش زيد الحياة الإجتماعية والسياسية في الكويت والعالم العربي. وقد وصف في قصائده النضال والحياة الصعبة للغواصين الكويتيين الذين كانوا يغوصون بحثاً عن اللؤلؤ باعتباره المصدر الرئيسي لدخلهم قبل إنتاج النفط في الكويت .

## صدر عنه
كتاب (زيد الحرب والعزف على أوتار الأمة). صدر عن المجلس الوطني للثقافة والفنون والآداب عام 2006.

## أهم قصائده
1. قالوا تفكر
2. ما تنفع الدنيا
3. ماشوف أنا ياناس
4. يا عرب سمعوا
5. يا عرب لو تعرفون
6. يا ناس
7. يا ناس قلبي
8. يا ناس هذي الكهربه
9. أمس العصر في وادي البريه
10. صابني غد النهد عجل المسير
11. واقف في الدرب وشوله
12. البارحه ساهر الليل كله
13. عودة الهنا تشيل فنون
14. البارحة يا بدر شي جرالي
15. شاقني بالزين أنا ظبي عجيب
16. باح سدي يا علي باح
17. يعقوب قلبي مزعه سحاب الاردان
18. ما هقيت انك ابتخلف لي وعد
19. جاني الكتاب وصرت انا فيه محتار
20. يا زين وداعني ترى عنك يا روح
21. هيضتني يا صاح ابدع التماثيل
22. بالحل يابو عقاب مرحوم من مات
23. يا مل قلب من تصاريف الاشطان
24. لبارحة قمت اجتلد في منامي
25. ما همني بدنياي شده ولا لين
26. يا خضر يا زين يا صافي الخدود
27. يا صاحبي لا تحسب اليوم جافيك
28. عبرت للبحرين باشري وبابيع
29. يا علي ما شفت براق الغيوم
30. يا صاح عمر لي من التتن غليون
31. آه واويلاه يا شي جرالي
32. يا فهد يا مشكاي خطك لفاني
33. اليجفتك الدار وجزت حبالها
34. يقول عبد الله من قوة الحيل
35. أول شبابي بقوتي كني الباز
36. عزى لقلب جن يرعى به الدود
37. ربي رماني يا على بين عجمان
38. البارحه عيا الكرى لا يجيني
39. وانتم تعذرتم من قل الاوضاع
40. وتجارنا عقب المعرفة جفونا
41. حنا هل الديره وحنا لها عيال
42. والقيظ كله نجالب الغوص بحبال
43. عيونه عصاته
44. الغوص
45. حنا هل الديرة

## وفاته
توفي يوم الاثنين 21 فبراير 1972م إثر أزمة قلبية.